# Australiens damlandslag i landhockey

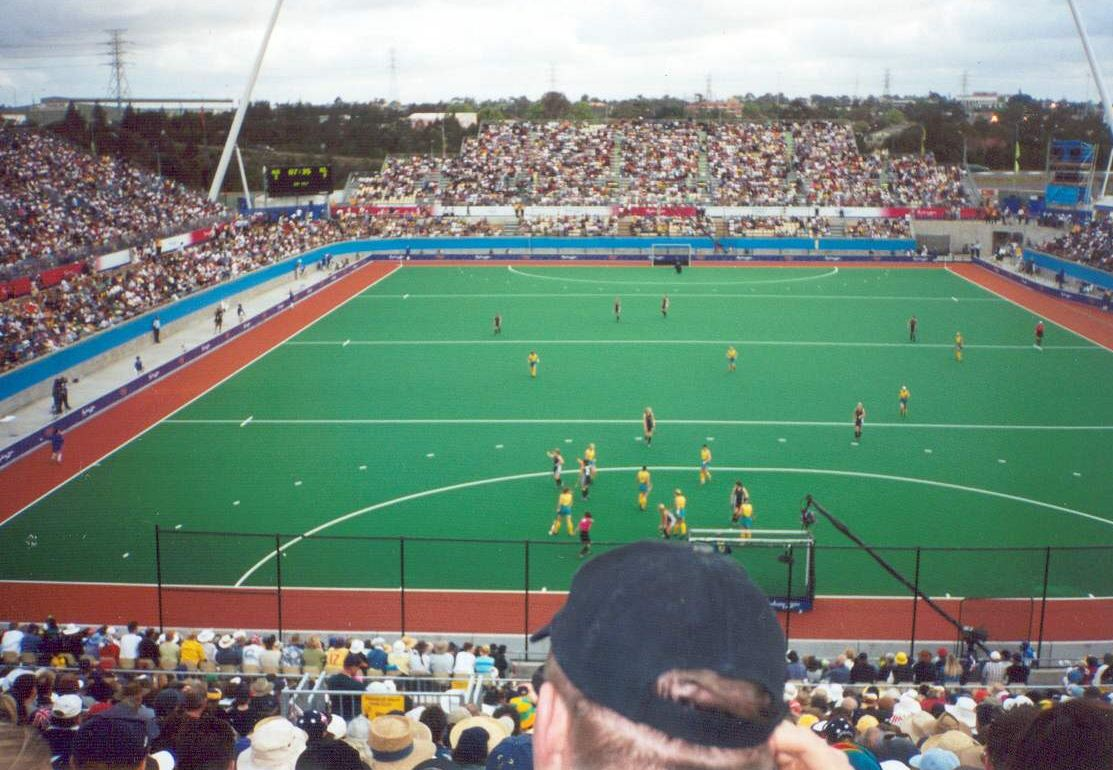
Australien-Nederländerna i 2000 års olympiska turnering i Sydney.

Australiens damlandslag i landhockey (engelska: Australia women's national field hockey team) representerar Australien i landhockey på damsidan. Laget blev världsmästarinnor 1994 och 1998.
Laget blev även olympiska mästarinnor 1988., år 2000., 2004.

### Fotnoter
1. ↑  ”Women Field Hockey World Cup 1994 Dublin (IRL) - 13-24.07 Winner Australia” (på engelska). Sport Statistics. 19 mars 1994. Arkiverad från originalet den 5 mars 2016. https://web.archive.org/web/20160305034516/http://todor66.com/hockey/field/World/Women_1994.html. Läst 26 juli 2015.
2. ↑  ”Women Field Hockey World Cup 1998 - 20-31.05 Winner Australia” (på engelska). Sport Statistics. 19 mars 1998. Arkiverad från originalet den 6 mars 2016. https://web.archive.org/web/20160306035539/http://todor66.com/hockey/field/World/Women_1998.html. Läst 26 juli 2015.
3. ↑  ”Women Field Hockey Olympic Games 1988 Seoul (KOR) - 21-30.09 Winner Australia” (på engelska). Sport Statistics. 19 mars 1988. Arkiverad från originalet den 29 juni 2015. https://web.archive.org/web/20150629083438/http://todor66.com/hockey/field/Olympic/Women_1988.html. Läst 26 juli 2015.
4. ↑  ”Women Field Hockey Olympic Games 2000 Sydney (AUS) - 16-29.09 Winner Australia” (på engelska). Sport Statistics. 19 mars 2000. Arkiverad från originalet den 29 juni 2015. https://web.archive.org/web/20150629070551/http://todor66.com/hockey/field/Olympic/Women_2000.html. Läst 26 juli 2015.
5. ↑  ”Women Field Hockey Olympic Games 2004 Athens (GRE) - 14-26.08 Winner” (på engelska). Sport Statistics. 19 mars 2004. Arkiverad från originalet den 5 mars 2016. https://web.archive.org/web/20160305194420/http://todor66.com/hockey/field/Olympic/Women_2004.html. Läst 26 juli 2015.